# Malajálam nyelv
A malajálam (saját írásával മലയാളം, IPA: [mɐlɐjaːɭɐm]ⓘ) egy elsősorban a dél-indiai Kerala államban beszélt nyelv, a dravida nyelvcsalád tagja. Egyike India 22 hivatalos nyelvének. Körülbelül 37 millió ember beszéli. A malajálam nyelv használatos még India Laksadíva és Puduccseri uniós területein, valamint Tamilnádu és Karnátaka államok egyes részein, illetve világszerte az indiai diaszpórában.
A malajálam nyelv valószínűleg a proto-tamil nyelvből alakult ki, és az i. sz. 12. század óta irodalmi nyelvként is használatos. Ettől kezdve erős szanszkrit befolyás alá került, a szókincs jelentős része (mintegy 80%) ma is szanszkrit eredetű. A nyelv átvett még szavakat a portugálból, az arabból és az angolból.
A malajálam nyelvnek nincs szabályozó hatósága, Kerala állam törvényei szerint a malajálam nyelv választható tantárgy.

## További szócikkek
- Malajálam írás
- Bráhmi eredetű írásrendszerek